# Metropolia di Novosibirsk

Mappa dell'oblast' di Novosibirsk.

La metropolia di Novosibirsk (in russo Новосибирская митрополия?) è una delle province ecclesiastiche che costituiscono la Chiesa ortodossa russa.
Istituita dal Santo Sinodo il 28 dicembre 2011, comprende l'intera oblast' di Novosibirsk nel circondario federale della Siberia.
È costituita da 4 eparchie:
- Eparchia di Novosibirsk
- Eparchia di Iskitim
- Eparchia di Karasuk
- Eparchia di Kainsk

Sede della metropolia è la città di Novosibirsk, il cui vescovo ha il titolo di "Metropolita di Novosibirsk e Berdsk".